# Molophilus (Molophilus) oligotrichus
Molophilus (Molophilus) oligotrichus is een tweevleugelige uit de familie steltmuggen (Limoniidae). De soort komt voor in het Neotropisch gebied.